# Guillermo Guerrero
Guillermo Enrique Guerrero Alcívar (* 15. April 1985) ist ein ecuadorianischer Fußballschiedsrichter.
Guerrero ist seit Februar 2015 Schiedsrichter in der ecuadorianischen Serie A und hat in dieser bereits über 150 Spiele geleitet.
Seit 2017 steht Guerrero auf der Liste der FIFA-Schiedsrichter und leitet internationale Fußballpartien, unter anderem wird er regelmäßig in der Copa Libertadores (11 Spiele) und der Copa Sudamericana (20 Spiele) eingesetzt.
Am 1. Februar 2020 pfiff Guerrero das Spiel um die Supercopa de Ecuador 2020 zwischen dem Delfín Sporting Club und LDU Quito (1:1, 4:5 i. E.) in Guayaquil. Am 8. November 2022 leitete er das Finale der Copa Ecuador 2022 zwischen Independiente del Valle und 9 de Octubre (3:1) in Quito.
Guerrero wurde für die Copa América 2019 in Brasilien nominiert, blieb jedoch ohne Einsatz als Hauptschiedsrichter. Bei der U-17-Weltmeisterschaft 2019 in Brasilien leitete Guerrero ein Gruppenspiel, ein Achtelfinale sowie das Halbfinale zwischen Mexiko und den Niederlanden (1:1, 4:3 i. E.). Bei der U-20-Südamerikameisterschaft 2023 in Kolumbien hatte er drei Einsätze.